# Atlas der Südsee
Der Atlas der Südsee in zwei Bänden in  russischer Sprache war ein Kartenwerk, das Adam Johann von Krusenstern (1770–1846) 1824/1826 veröffentlichte (Атлас Южного моря сочиненный флота капитан командором Крузенштерном, wissenschaftliche Transliteration Atlas Južnogo morja sočinennyj flota kapitana komandorom Kruzenšternom) und 1827 in französischer Sprache (Atlas de l’Océan Pacifique).  Der Atlas enthält 41 Seekarten des Pazifischen Ozeans und zählt aufgrund seiner Genauigkeit zu den bedeutendsten Kartenwerken des 19. Jahrhunderts. Krusenstern publizierte zudem 1826/1827 zwei Textbände und 1835 drei Anmerkungsbände dazu, die umfangreiche Erklärungen zu den Karten beinhalten.

## Entstehungsgeschichte
Die Teilnehmer der ersten russischen Weltumseglung hatten unter Krusensterns Leitung viele Küstenabschnitte im Pazifischen Ozean kartiert, falsche geographische Angaben korrigiert und (aus europäischer Perspektive) neue Inseln entdeckt. Im Anschluss an die Reise verfasste Krusenstern eine dreibändige Reisebeschreibung mit dazugehörigem Atlas, die 1810–1812 erschien. 1818 veröffentlichte er eine „Allgemeine Weltkarte nach Mercators Projection“, die auch neue kartographische Erkenntnisse der zweiten russischen Weltumsegelung unter Otto von Kotzebue enthielt.
Krusenstern verwendete bei der Arbeit am Atlas der Südsee verschiedene Quellen: Neben Erkenntnissen der eigenen Weltumsegelung stand ihm neues kartografisches Material der ersten Kotzebue-Expedition zur Verfügung. Außerdem nutzte er Karten anderer Seefahrer, verglich diese miteinander und suchte sehr detailliert nach Fehlern. Zusätzlich vereinheitlichte er die verschiedenen Beobachtungsergebnisse und orientierte sich durchgehend am Greenwich-Meridian. In der Einleitung zum zweiten Anmerkungsband bedankt er sich bei Basil Hall  und Louis-Isidore Duperrey, einem Engländer und einem Franzosen, die Krusenstern unveröffentlichtes Kartenmaterial ihrer eigenen Expeditionsreisen zur Verfügung gestellt hatten. Zentraler Referenzpunkt Krusensterns war das kartographische Material, das James Cook  auf seinen drei Reisen zusammengestellt hatte. Auf dieser Leistung wollte Krusenstern aufbauen.  Abgesehen von Cook galten auch Aaron Arrowsmith und José Martín Espinosa de los Monteros als kartografische Autoritäten.
Krusenstern beendete die Arbeit am Atlas 1821, allerdings wurde dieser zunächst von der russischen Admiralität auf Betreiben von Gawriil Sarytschev (russisch: Гавриил Сарычев, wissenschaftliche Transliteration Gavriil Saryčev) abgelehnt.  Erst aufgrund eines personellen Wechsels im russischen Marineministerium 1822 konnte der Atlas veröffentlicht werden. Dadurch konnte Krusenstern auch noch neue Erkenntnisse der Reisen von Fabian Gottlieb von Bellingshausen, Friedrich Benjamin von Lütke, Ferdinand von Wrangell und Ludwig von Hagemeister in seinen Atlas aufnehmen.

## Inhalt
Der Atlas der Südsee besteht aus zwei Bänden. Der erste Band enthält zwanzig Karten zum Südpazifik, der zweite Band einundzwanzig zum Nordpazifik. In beiden Bänden ist die erste Karte eine Überblickskarte, während die anderen Karten einzelne Subregionen abbilden. Oft sind Details wie Hafeneinfahrten in kleinen Extrakarten angefügt. Die Karten sind standardmäßig genordet, Änderungen werden durch eine Windrose angezeigt. Jede Karte enthält einen Titel und eine Maßstabsangabe. Die folgende Tabelle listet die einzelnen Karten auf:
| Karte Nr. | Russischer Titel                              | Französischer Titel                                          | Deutsche Übersetzung                                         | Anmerkungen |
| --------- | --------------------------------------------- | ------------------------------------------------------------ | ------------------------------------------------------------ | ----------- |
| 1         | Генеральная Карта Южнаго Моря листъ I         | Carte générale de la partie Australe de l'Océan Pacifique    | Generalkarte des südlichen Teils des Pazifischen Ozeans      |             |
| 2         | Карта Новой Гвинеи и пролива Торреса          | Carte de la Nouvelle-Guinée et du détroit de Torrès          | Karte von Neuguinea und der Torresstraße                     |             |
| 3         | Карта Коральнаго Моря                         | Carte de la Mer du Corail                                    | Karte des Korallenmeeres                                     |             |
| 4         | Карта Восточнаго ъepeта Новаго Южнаго Валлиса | Carte de la partie Sud-Est de la Nouvelle-Galles méridionale | Karte des südöstlichen Teils von New South Wales             |             |
| 5         | Карта Земли Ванъ Димена и Пролива Басса       | Carte de la Terre de Van-Diemen et du détroit de Bass        | Karte des Van-Diemen-Landes und der Bass-Straße              | Tasmanien   |
| 6         | Карта Oстрововъ Адмиралтейскихъ               | Carte des Isles de l‘Amirauté                                | Karte der Admiralitätsinseln                                 |             |
| 7         | Карта Острововъ Новой Ирландіи                | Carte de l’Isle de la Nouvelle-Irlande                       | Karte von Neu-Irland                                         |             |
| 8         | Карта Острововъ Новой Британiи                | Carte de l’Isle de la Nouvelle-Bretagne                      | Karte von Neu-Britannien                                     |             |
| 9         | Карта Острововъ Санта Круцъ                   | Carte de l’Archipel de Santa-Cruz                            | Karte des Santa-Cruz Archipels                               |             |
| 10        | Карта Острововъ Луизiады                      | Carte de l’Archipel de la Louisiade                          | Karte des Louisiade-Archipels                                |             |
| 11        | Карта Oстрововъ Вашинтона и Мендоза           | Carte de l’Archipel de Mendana                               | Karte des Mendana-Archipels                                  | Marquesas   |
| 12        | Карта Архипелага Острововъ Соломоновыхъ       | Carte systématique de l’Archipel des Isles de Salomon        | Systematische Karte des Archipels der Salomonen              |             |
| 13        | Карта Острововъ Новыa Гебьриды                | Carte de l’Archipel des Nouvelles-Hébrides                   | Karte des Archipels der Neuen Hebriden                       |             |
| 14        | Карта Островa Новой Каледонiи                 | Carte de l’Isle de la Nouvelle-Calédonie                     | Karte von Neu-Kaledonien                                     |             |
| 15        | Карта Новой Зеландiи                          | Carte de l’Isle de la Nouvelle-Zélande et du détroit de Cook | Carte de l’Isle de la Nouvelle-Zélande et du détroit de Cook |             |
| 16        | Карта Острововъ Друзей                        | Carte de l’Archipel des Isles des Amis                       | Karte des Archipels der Freundschaftsinseln                  |             |
| 17        | Карта Острововъ Друзей                        | Carte de l’Archipel des Isles de la Société                  | Karte des Archipels der Gesellschaftsinseln                  |             |
| 18        | Карта Острововъ Фиджи                         | Carte de l’Archipel des Isles de Fidjie                      | Carte de l’Archipel des Isles de Fidjie                      |             |
| 19        | Карта Острововъ Фиджи                         | Carte de l’Archipel des Isles des Navigateurs                | Karte des Archipels der Seefahrer-Inseln                     | Samoa       |
| 20        | Карта Архипелага Низменныхъ Oстрововъ         | Carte de l’Archipel des Isles Basses                         | Karte des Archipels der Bass-Inseln                          |             |

| Karte Nr.  | Russischer Titel                                   | Französischer Titel                                          | Deutsche Übersetzung                                     | Anmerkungen                                                          |
| ---------- | -------------------------------------------------- | ------------------------------------------------------------ | -------------------------------------------------------- | -------------------------------------------------------------------- |
| 1          | Генеральная Карта южнаго Моря листъ II             | Carte générale de la partie Boréale de l’Océan Pacifique     | Generalkarte des nördlichen Teils des Pazifischen Ozeans |                                                                      |
| 2          | Карта Острова Кодьяка                              | Carte de l’Archipel des Isles Kodiack                        | Karte des Archipels der Kodiak-Inseln                    |                                                                      |
| 3, 4       | Карта Острововъ Алеутскихъ                         | Carte des Isles Aléoutiennes                                 | Karte der Aleuten                                        | 2 Karten                                                             |
| 5          | Карта Полуострова Аляски и Залива Бристоль         | Carte de la Presqu’isle d’Aliaska                            | Karte der Halbinsel von Alaska und der Bristol Bay       |                                                                      |
| 6          | Карта Полуострова Кореи                            | Carte de la Presqu’isle de Corée                             | Karte der Korea-Halbinsel                                |                                                                      |
| 7          | Карта полуострова Сахалинa                         | Carte de la Presqu’isle de Saghalin                          | Karte der Sachalin-Halbinsel                             | Sachalin ist keine Halbinsel, wurde aber von Krusenstern so benannt. |
| 8          | Карта Острова или Ессо                             | Carte de l’Isle de Jesso                                     | Karte von Jesso                                          | Hokkaido                                                             |
| 9          | Карта Острововъ Курильскихъ                        | Carte des Isles Kouriles                                     | Karte der Kurilen                                        |                                                                      |
| 10         | Карта Oстрововъ Японскихъ                          | Carte des Isles du Japon                                     | Karte der japanischen Inseln                             |                                                                      |
| 11         | Карта Острововъ Ликео и Маджикосимo                | Carte des Isles Liqueo et Madjicosimah                       | Karte der Inseln Liqueo und Madjicosimah                 |                                                                      |
| 12         | Карта Острововъ Баши и Бабуянъ                     | Carte des Isles de Bashee et de Babuyanes                    | Karte der Inseln Bashee und Babuyanes                    |                                                                      |
| 13         | Карта Острова Формозы и юговосточнaгo берега Китая | Carte de l’Isle de Formose et de la côté Sud-Est de la Chine | Karte der Insel Formosa und der Südost Küste Chinas      | Taiwan                                                               |
| 14         | Карта Сандвичевыхъ Острововъ                       | Carte de l’Archipel des Isles de Sandwich                    | Karte des Archipels der Sandwich-Inseln                  | Hawaii                                                               |
| 15         | Карта Острововъ Марианскихъ                        | Carte des Isles Mariannes                                    | Karte der Marianen                                       |                                                                      |
| 16, 17, 18 | Карта Острововъ Каролинскихъ                       | Carte des Isles Carolines                                    | Karte der Karolinen                                      | 3 Karten                                                             |
| 19         | Карта Острововъ Маршалла                           | Carte des Isles Marshall                                     | Karte der Marshall-Inseln                                |                                                                      |
| 20         | Карта Oстрововъ Галапагосъ                         | Carte des Isles Galapagos                                    | Karte der Galapagos-Inseln                               |                                                                      |
| 21         | Карта Oстрововъ Гильберта                          | Carte des Isles Gilbert                                      | Karte der Gilbert-Inseln                                 |                                                                      |

## Rezeption
Krusenstern erhielt für seinen Atlas der Südsee zahlreiche Ehrungen:
- Orden des Heiligen Wladimir 2. Klasse
- Brillantring vom russischen Zaren Nikolaus I.
- Hausorden vom Weißen Falken  (Großherzog Karl August von Sachsen-Weimar)
- Demidow-Preis der Petersburger Akademie der Wissenschaften

Erki Tammiksaar bezeichnete 2020 den Atlas als „Das größte Werk in der Geschichte der russischen Seefahrt.“ Krusensterns Karten waren für den Pazifik für 30 Jahre maßgebend.